# Ludwigsau
Ludwigsau est une commune d'Allemagne dans le nord-est de la Hesse, dans l'arrondissement de Hersfeld-Rotenburg. Elle est avec 112 km2 l'une des plus grandes communes de la Hesse.

## Géographie

### Situation géographique
Ludwigsau se situe au bord de la Fulda, dans le triangle urbain de Bad Hersfeld, Bebra et Rotenburg an der Fulda. Le territoire communal se situe en lisière de la forêt Seulingswald et s'étend le long du Rohrbach (de) et de l'Endersbach jusque dans les montagnes Knüllgebirge.
Le Rohrbach se jette dans la Fulda près de Reilos. La vallée du Rohrbach est aussi appelée le pays des balais, ce qui est dû aux fabricants de balais et de paniers ; ces métiers étaient très répandus dans cette région dans les siècles passés.

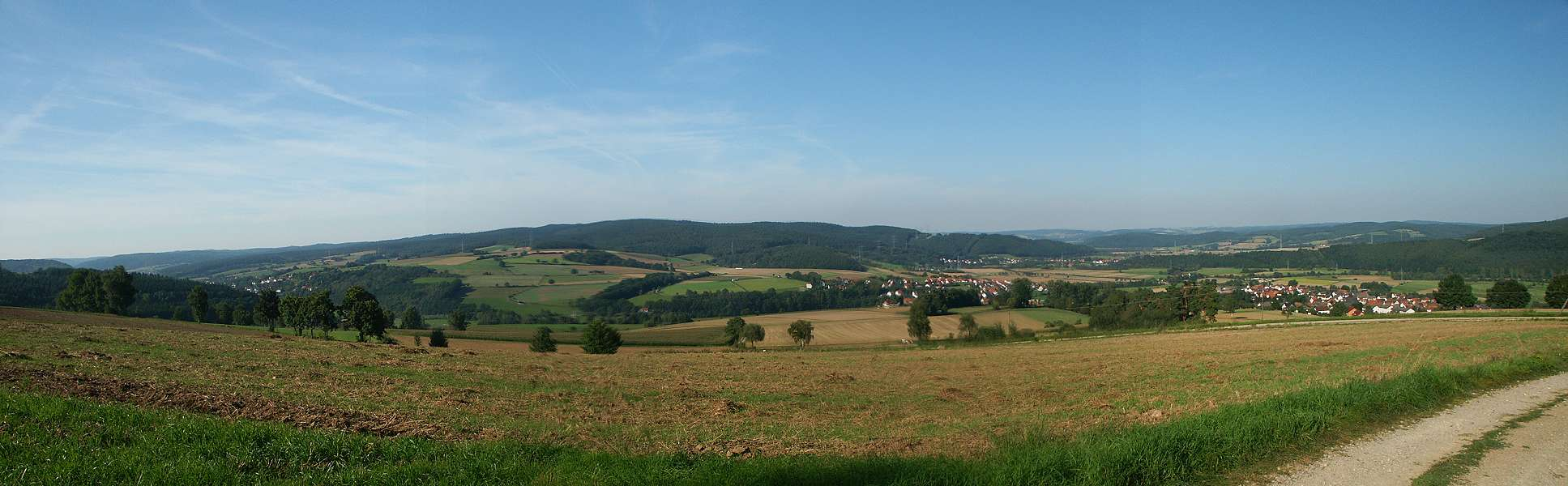
Vue sur une partie de la municipalité de Ludwigsau

### Organisation communale
La municipalité se compose des quartiers Beenhausen, Biedebach, Ersrode, Friedlos, Gerterode, Hainrode, Meckbach, Mecklar, Niederthalhausen, Oberthalhausen, Reilos, Rohrbach et Tann.

### Municipalités voisines
Ludwigsau est entourée par : au nord, la commune d'Alheim et la ville de Rotenburg an der Fulda, à l'est la ville de Bebra et la commune de Ronshausen, au sud-est la commune de Friedewald, au sud la ville de Bad Hersfeld, et à l'ouest la commune de Neuenstein (faisant toutes partie de l'arrondissement de Hersfeld-Rotenburg), et la commune de Knüllwald (qui fait partie de l'arrondissement de Schwalm-Eder).

## Histoire

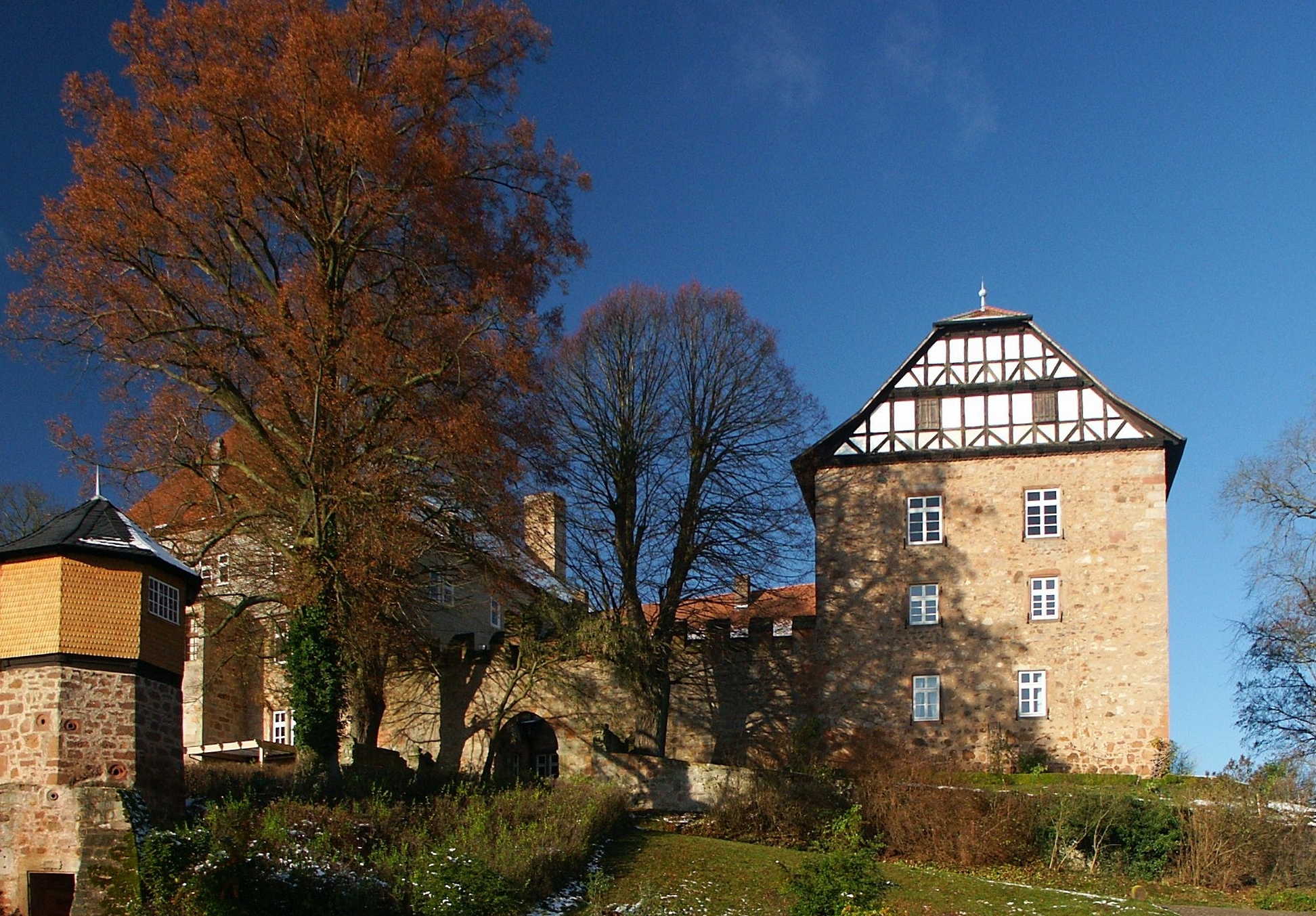
Le château de Ludwigseck

Le nom se réfère au comte du Land Louis II de Hesse, qui établit dans le secteur actuel de la municipalité, deux châteaux, le château de Ludwigseck et le Burg Ludwigsaue (construction en 1416). Du second château, il ne reste plus de traces ; il se situait au confluent du Rohrbach et de la Fulda.

### Création de la municipalité
Prenant effet le 31 décembre 1971, la commune de Ludwigseck est née de l'union volontaire des communes de Beenhausen, Ersrode, Hainrode et Oberthalhausen. À la même période se créait la commune de Ludwigsau, par l'union volontaire des communes de  Biedebach, Friedlos, Gerterode, Meckbach, Mecklar, Reilos, Rohrbach et Tann. En particulier, Friedlos souhaitait échapper à une fusion forcée dans le district de Bad-Hersfeld.
Niederthalhausen s'étant refusée à rejoindre la commune de Ludwigseck, celle-ci fut dissoute dans le cadre de la réforme régionale des communes le 1er août 1972 ; les communes qui la composaient et Niederthalhausen furent obligées de rejoindre la grande municipalité de Ludwigsau.

## Culture

### Sites naturels
- Parc naturel Fuldaaue
- Parc naturel de Malchustal (près d'Ersrode)
- Parc naturel de Haugrund (près de Biedebach)
- Le Gernkopf (417 m d'altitude, au-dessus d'Oberthalhausen)

### Architecture et monuments
- Le château de Ludwigseck, situé entre Beenhausen, Ersrode et Sterkelshausen, construit aux environs de 1400
- Le mémorial aux aviateurs (« Fliegergedenkstätte In der Nonnenrod »

## Politique

### Élections du 26 mars 2006
| Partis et listes indépendantes | Partis et listes indépendantes         | % 2006 | Sièges 2006 | % 2001 | Sièges 2001 |
| CDU                            | Union chrétienne-démocrate d'Allemagne | 38,8   | 12          | 38,3   | 12          |
| SPD                            | Parti social-démocrate d'Allemagne     | 61,2   | 19          | 61,7   | 19          |
| total                          | total                                  | 100,0  | 31          | 100,0  | 31          |
| Taux de participation (%)      | Taux de participation (%)              | 61,1   | 61,1        | 63,6   | 63,6        |

Le conseil municipal est composé de huit membres. Lors de ces élections, le SPD a obtenu 5 sièges, le CDU 3 sièges.
Le maire Thomas Baumann (indépendant) a été réélu le 26 mars 2006, avec 92,8 % des voix. Il n'avait pas d'adversaire et a entamé son troisième mandat.

## Héraldique
Blason : « D'argent taillé à la double bande ondée azur, l'un à la tours et l'autre à la roue d'horloge, les deux de gueule. »
Importance : Les 13 pelles de la roue de moulin sont pour les quarts de la municipalité et le château représente le château de Ludwigseck. La ligne de vague double est pour Fulda et le Rohrbach.

## Infrastructures et entreprises

### Réseau de transport
La route nationale 27 traverse les quartiers de Mecklar, Reilos et Friedlos.
Dans le quartier Friedlos se trouve une gare de la ligne 5 (Cassel - Bebra - Bad Hersfeld - Fulda) de la société Cantus. La gare de Mecklar, qui comportait également une gare de fret, a été fermée dans les années 1980.
La ligne de bus 320 de la société Überlandwerk Fulda relie régulièrement entre les différents quartiers de Ludwigsau et le centre-ville de Bad Hersfeld.

### Entreprises locales
La firme DHL Exel Supply Chain s'est implantée dans la zone industrielle de la Fuldaaue à Mecklar-Meckbach en 2007.
À Mecklar-Mecbar se trouve un important poste électrique ; quatre gazoducs passent à proximité de ce quartier.
La compagnie Iberdrola a décidé de construire ici une centrale à cycle combiné. Les travaux devaient commencer en 2010.

## Jumelages
- Changé (France)
- Struth-Helmershof (Allemagne)